# 中央地區 (委內瑞拉)

中央地區

中央地區（西班牙語：Región Central）是委內瑞拉的9個政治行政區域之一，範圍包含阿拉瓜州、卡拉波波州、科赫德斯州。人口3,851,290人，面積26,464平方公里。最大城市為瓦伦西亚。
該地區的工業較為發達，瓦伦西亚和馬拉凱都是重要工業中心。
- 瓦伦西亚
- 科洛尼亞托瓦爾是由德國移民建立的城市
- 蒂爾瓜國家公園